# Hypopyra bimaculata
Hypopyra bimaculata là một loài bướm đêm trong họ Erebidae.